# Баблер самарський
Ба́блер самарський (Dasycrotapha pygmaea) — вид горобцеподібних птахів родини окулярникових (Zosteropidae). Ендемік Філіппін.

## Опис
Довжина птаха становить 10 см. Верхня частина тіла тьмяна, оливково-коричнева, голова дещо світліша. Обличчя темно-коричневе, над очима тонкі темні "брови". Нижня частина тіла сіра або оливково-сіра, поцяткована білими смужками. Очі жовті і червоними кільцями, дзьоб сизувато-сірий, лапи темно-сірі.

## Поширення і екологія
Самарські баблери мешкають на островах Самар і Лейте. Вони живуть у вологих рівнинних тропічних лісах і лісових масивах. Зустрічаються парами або невеликими зграйками, на висоті від 100 до 1100 м над рівнем моря. Іноді приєднуються до змішаних зграй птахів. Живляться комахами і дрібними плодами.

## Збереження
МСОП класифікує стан збереження цього виду як близький до загрозливого. Самарські баблери є рідкісним видом птахів, яким загрожує знищення природного середовища.